# Yusuf Ali Kenadid
Yusuf Ali Kenadid (in arabo  يوسف علي كينايد‎?; ... – 14 agosto 1911) è stato un sultano somalo della tribù darod e il fondatore del Sultanato di Obbia.
Dopo di lui, il trono passò al figlio Ali Yusuf Kenadid.

## Famiglia
Yusuf Ali Kenadid nacque nella famiglia Osman Mahamuud, appartenente al clan Majeerteen dei Darod, Fu il padre di Osman Yusuf Kenadid, che in seguito avrebbe creato l'alfabeto Osmanya per la lingua somala. Suo nipote, Yasin Osman Kenadid, avrebbe poi contribuito alla fondazione della Società per la Lingua e la Letteratura Somala.
Yusuf Ali non discendeva direttamente dalle dinastie che avevano governato il nord-est della Somalia. Accumulò autonomamente il proprio patrimonio e si affermò come abile comandante militare, guidando truppe d'élite. "Kenadid" fù un titolo conferitogli dai suoi rivali, e non il suo cognome.
Come era consuetudine tra i principali mercanti urbani dell'epoca, Kenadid sposò una donna del posto per agevolare il successo commerciale nell'entroterra. Durante i suoi viaggi sulla costa come principe mercante, affidava gli affari alla sua seconda moglie, Khadija. Durante l'assenza del marito, Khadija gestiva le transazioni commerciali, riscuoteva debiti, garantiva prestiti e custodiva le merci accumulate nelle spedizioni precedenti.
Il figlio di Yusuf Ali, Ali Yusuf, gli succedette come Sultano di Obbia.

## I Sultanati dei Migiurtini e Obbia
All'inizio, Kenadid aveva l’obiettivo di conquistare il vicino Sultanato di Migiurtinia (ora situato nel odierno Puntland), all'epoca governato da suo cugino il sultano Osman Mahamoud. Tuttavia, il tentativo fallì e Kenadid fu costretto all’esilio nello Yemen. Un decennio dopo, negli anni 1870, tornò dalla Penisola Arabica accompagnato da moschettieri Hadhrami e da un gruppo di fedeli luogotenenti.

## Il protettorato del regno d'Italia
Dopo aver consolidato il proprio potere a Obbia, per proteggersi da ulteriori ostilità zanzibarine, Kenadid firmò un trattato di protettorato con l’Italia, che all’epoca aveva una presenza nominale nella regione. Cercare protezione dagli inglesi, già ben stabiliti ad Aden e Berbera, avrebbe significato limitare la propria autonomia e, quindi, le proprie ambizioni. Sin dai primi contatti per l’instaurazione del protettorato, Yusuf Ali informò personalmente le autorità italiane. Tuttavia, non vi fu alcun intervento diretto, il che dimostrò probabilmente che l'Italia, non avendo la capacità di interferire negli affari interni del sultanato, era il protettore ideale. Questo consentì a Kenadid di convincere anche il riluttante sultano Osman ad accettare la protezione italiana sul Sultanato dei Migurtini. La protezione italiana svolse un ruolo importante nell'espansione del sultanato verso l’entroterra.
Nel 1889, al momento della firma del trattato di protettorato, il potere del sultano si estendeva solo su un breve tratto costiero. Il trattato, tuttavia, lo riconosceva sovrano dalla zona di Ras Awath (Cabaad), a nord, fino a Mereeg a sud, includendo tutto l'accesso al mare della regione Habar Gidir. La parte settentrionale del Mudug, abitata dai darod, fu inizialmente esclusa dall’accordo, così come l'area degli hawiye a Mereeg, che sarebbe diventata fonte di successivi conflitti. Questa protezione garantiva al sultano la sicurezza contro l’intervento di altre potenze esterne, come la Germania. Tuttavia, l'espansione della sovranità del sultanato verso l'entroterra fu un’iniziativa personale del sultano.
I termini di ciascun trattato prevedevano che l'Italia non interferisse nelle amministrazioni dei sultanati. In cambio, i sultani ricevevano armi italiane e un sussidio annuale, concedendo un controllo minimo e alcune concessioni economiche. Gli italiani acconsentirono anche a inviare alcuni ambasciatori per promuovere tanto gli interessi locali quanto quelli italiani.

## Esilio
Tuttavia, il rapporto tra il Sultanato di Obbia e l’Italia si deteriorò quando il Sultano Kenadid rifiutò la proposta italiana di permettere a un contingente britannico di truppe di sbarcare nel suo sultanato per proseguire la lotta contro Diiriye Guure e le forze dei Dervisci del suo emiro Mohammed Abdullah Hassan. Considerato una minaccia troppo grande dagli italiani, il Sultano Kenadid fu infine esiliato ad Aden, in Yemen, e successivamente in Eritrea, così come suo figlio Ali Yusuf, erede al trono. Tuttavia, a differenza dei territori meridionali, i sultanati settentrionali non erano soggetti a un governo diretto grazie ai trattati precedentemente firmati con gli italiani.
Kenadid morì poco dopo l'esilio il 14 agosto 1911 all'età di 73 anni.